# Tadeusz Jan Wrześniowski
Tadeusz Jan Wrześniowski (ur. 18 maja 1864, zm. 19 czerwca 1946) – poseł do Sejmu Krajowego Galicji IX kadencji, urzędnik, starosta w II Rzeczypospolitej, działacz narodowy.

## Życiorys
Urodził się 18 maja 1864. Był synem Jana i Eufrozyny z domu Skibińskiej. W 1881 ukończył VIII klasę i zdał egzamin dojrzałości w C. K. Gimnazjum im. Franciszka Józefa we Lwowie (w jego klasie był m.in. Aleksander Milski).
W służbie czynnej C. K. Armii został mianowany kadetem w piechocie w stanie rezerwy z dniem 1 listopada 1884, następnie awansowany na stopień porucznika z dniem 1 listopada 1885. Był przydzielony do 57 Galicyjskiego pułku piechoty w Krakowie do około 1893. Został przeniesiony do C. K. Obrony Krajowej i zweryfikowany w stopniu porucznika w piechocie w grupie nieaktywnych ze starszeństwem z dniem 1 listopada 1885. Około 1894 był przydzielony do 55 batalionu piechoty obrony krajowej w Rzeszowie. Następnie, od około 1895 do około 1906 był przydzielony do 17 pułku piechoty obrony krajowej ze sztabem także w Rzeszowie i z IV batalionem w Sanoku jako oficer w stosunku „ewidencji” w grupie wojskowych przeznaczonych do służby miejscowej.
W okresie zaboru austriackiego w ramach autonomii galicyjskiej został urzędnikiem. Około 1887/1888 był zatrudniony w C. K. Namiestnictwie we Lwowie, gdzie był adiunktem urzędu pomocniczego w urzędach pomocniczych. Następnie w randze praktykanta konceptowego około 1888/1889 pracował w starostwie c. k. powiatu chrzanowskiego, a od około 1889 do około 1893 w starostwie c. k. powiatu bohorodczańskiego. Później został przeniesiony do urzędu starostwa c. k. powiatu sanockiego, gdzie od około 1893 był praktykantem konceptowym, od około 1895 był koncepistą namiestnictwa, od około 1899 komisarzem powiatowym, od stycznia 1905 starszym komisarzem powiatowym. W 1906 został przeniesiony w stan spoczynku i wówczas odznaczony przez cesarza Franciszka Józefa odznaczony Krzyżem Kawalerskim Orderu Franciszka Józefa.
Z ramienia Rady Narodowej został wybrany posłem do Sejmu Krajowego Galicji IX kadencji (1908-1913) w IV kurii w okręgu Sanok. 13 stycznia 1912 został członkiem utworzonego wówczas 13-osobowego polskiego klubu poselskiego, złożonego z Podolaków i konserwatystów. Od około 1908 do co najmniej 1914 pełnił funkcję sekretarza biura wydziału c. k. powiatu sanockiego (jako następca wieloletniego sekretarza Franciszka Bema).
Był członkiem wydziału i sekretarzem tegoż Towarzystwa „Korpusy Wakacyjne” w Sanoku. W czerwcu 1896 został wybrany członkiem wydziału Towarzystwa Pomocy Naukowej w Sanoku. Działał w Towarzystwie Pomocy Naukowej w Sanoku, gdzie w czerwcu 1896 został wybrany zastępcą członka wydziału, a w styczniu 1897 został wybrany członkiem wydziału. Był członkiem sanockiego gniazda Polskiego Towarzystwa Gimnastycznego „Sokół” (od 1906 i od 1912, 1919) (jego nazwisko zostało umieszczone w drzewcu sztandaru TG Sokół w Sanoku, na jednym z 125 gwoździ upamiętniających członków) oraz członkiem zwyczajnym Macierzy Szkolnej dla Księstwa Cieszyńskiego. Na przełomie lipca i sierpnia 1911 został członkiem dyrekcji Domu Handlowo-Przemysłowego w Sanoku. Był członkiem Towarzystwa Upiększania Miasta Sanoka. Został I zastępcą prezesa zarządu założonego 24 kwietnia 1904 sanockiego oddziału Towarzystwa Ligi Pomocy Przemysłowej. 27 października 1910 został wybrany członkiem wydziału „Towarzystwa Bursy”, sprawującego pieczę nad Bursą Jubileuszową im. Cesarza Franciszka Józefa w Sanoku. Jesienią 1912 został wybrany prezesem Towarzystwa „Kasyno” w Sanoku. Przed 1914 był członkiem oddziału sanockiego C. K. Galicyjskiego Towarzystwa Gospodarskiego. Był członkiem czynnym zwyczajnym Towarzystwa dla Popierania Nauki Polskiej we Lwowie. Udzielał się jako prelegent uniwersytetu ludowego.
Po wybuchu I wojny światowej od 14 września 1914 wraz z bliskimi przebywał w Wiedniu. Przebywając w Wiedniu jako były porucznik poza służbą w maju 1915 z najwyższej łaski cesarza otrzymał wcześniej noszoną szarżę porucznika w stosunku poza służbą C. K. Obrony Krajowej. Podczas wojny po utworzeniu Naczelnego Komitetu Narodowego i utworzeniu go w Sanoku, został członkiem Powiatowego Komitetu Narodowego w Sanoku. Wskutek rezolucji przyjętej 15 października 1918 przez Koło Polskie w sejmie deklarującej, iż są obywatelami polskimi, Tadeusz Wrześniowski przekazywał sanoczanom informacje o sprawach polskich. Na początku 1919 decyzją Generalnego Delegata Rządu został przeniesiony ze Lwowa do Sanoka, mianowany starostą powiatu sanockiego niepodległej II Rzeczypospolitej. W 1927 został przeniesiony ze stanowiska starosty powiatu gródeckiego na urząd starosty powiatu przemyskiego. Urząd w Przemyślu pełnił do początku stycznia 1929, gdy według oficjalnego komunikatu został na własną prośbę przeniesiony w stan spoczynku i zastąpiony przez dotychczasowego starostę sanockiego Stanisława Michałowskiego.
Pracując w Sanoku 2 czerwca 1919 został członkiem wydziału wykonawczego Komitetu Obywatelskiego Ziemi Sanockiej (w zamierzeniu mającego nieść pomoc Polakom wyznania chrześcijańskiego). Wraz z ppłk. Gustawem Truskolaskim był inicjatorem zawiązania w połowie 1919 Komitetu Opieki nad Żołnierzem Polskim w Sanoku. Został także prezesem Powiatowego Komitetu Pomocy dla Dzieci. Został działaczem Związku Ludowo-Narodowego (wraz z nim m.in. Paweł Biedka, Wojciech Ślączka, Adam Pytel).
Jego żoną była Eugenia z domu Towarnicka (1868–1954), a ich dziećmi byli: Janusz Stefan (wzgl. Stefan Janusz, ur. 1889, absolwent gimnazjum w Sanoku z 1907 i UJK, doktor praw, adwokat, podporucznik rezerwy artylerii Wojska Polskiego, ofiara masakr więziennych NKWD we Lwowie w czerwcu 1941), Maria (ur. 1894, w 1911 poślubiła syna generała Adama Dembickiego von Wrocień, Adama, zmarłego na grypę „hiszpankę” 24 listopada 1918), Zygmunt (1891–1964, major kawalerii Wojska Polskiego, prawnik, malarz, muzealnik), Andrzej (marynarz, po II wojnie światowej mieszkający na stałe w Stanach Zjednoczonych, I oficer floty handlowej USA).
Zmarł 19 czerwca 1946. Został pochowany na Cmentarzu Pobitno w Rzeszowie

## Ordery i odznaczenia
- Krzyż Oficerski Orderu Odrodzenia Polski (10 listopada 1927)[63]
- Krzyż Kawalerski Orderu Franciszka Józefa (Austro-Węgry, 1906)[26][64]
- Brązowy Medal Jubileuszowy Pamiątkowy dla Sił Zbrojnych i Żandarmerii (Austro-Węgry, przed 1900)[10][26]
- Medal Jubileuszowy Pamiątkowy dla Cywilnych Funkcjonariuszów Państwowych (Austro-Węgry, przed 1900)[10][26]
- Krzyż Jubileuszowy dla Cywilnych Funkcjonariuszów Państwowych (Austro-Węgry, przed 1912)[26]